# 大花藤
大花藤（学名：Raphistemma pulchellum）为夹竹桃科大花藤属的植物。分布于泰国、锡金、印度、缅甸以及中国大陆的云南等地，生长于海拔900米的地区，多生长在攀援树上、山地密林中、灌木丛中和石上，目前尚未由人工引种栽培。